# 표범상어과
표범상어과(Proscylliidae)는 흉상어목에 속하는 상어과의 하나이다. 전세계 온대 수역에서 발견되고 열대 지역에서도 가끔 가장 많고 흔한 상어이다. 몸길이는 보통 1m 이하이고, 느리게 움직이는 포식자로 조기어류와 작은 무척추동물을 먹는다.

## 하위 분류
- Ctenacis Compagno, 1973
  - Ctenacis fehlmanni (S. Springer, 1968)
- Eridacnis H. M. Smith, 1913
  - Eridacnis barbouri (Bigelow & Schroeder, 1944)
  - Eridacnis radcliffei H. M. Smith, 1913
  - Eridacnis sinuans (J. L. B. Smith, 1957)
- Proscyllium Hilgendorf, 1904
  - Proscyllium habereri Hilgendorf, 1904
  - Proscyllium magnificum Last & Vongpanich, 2004